# Cratere Chamberlin (Luna)
Chamberlin è un cratere lunare di 60,41 km situato nella parte sud-occidentale della faccia nascosta della Luna, subito oltre il margine sudorientale.
A nord-ovest si trova il cratere Jeans, mentre il cratere Moulton è unito al bordo sud-est di Chamberlin. Questa formazione giace in una zona della luna che mostra modificazioni superficiali che hanno prodotto pianori interni molto scuri.
Il bordo esterno è abbastanza irregolare, con ingrossamenti verso est e verso sud-est. Il margine meridionale è molto danneggiato, e si unisce con il bordo nordoccidentale del cratere Moulton. Il pianoro interno è stato invaso da lava basaltica ed ha un'albedo minore di quella tipica lunare. Il pianoro interno è privo di caratteristiche, se si eccettuano alcuni piccoli impatti.
Il cratere è dedicato al geologo statunitense Thomas Chrowder Chamberlin.

## Crateri correlati
Alcuni crateri minori situati in prossimità di Chamberlin sono convenzionalmente identificati, sulle mappe lunari, attraverso una lettera associata al nome.
| Chamberlin | Coordinate             | Diametro (in km) |
| ---------- | ---------------------- | ---------------- |
| D          | 57°03′00″S 102°24′36″E | 21,07            |
| H          | 59°37′48″S 99°58′48″E  | 27,28            |
| R          | 59°56′24″S 92°37′12″E  | 38,29            |